# Xıllı
Xıllı är en ort i Azerbajdzjan.   Den ligger i distriktet Nefttjala, i den sydöstra delen av landet, 130 km sydväst om huvudstaden Baku. Antalet invånare är 3 896.
Terrängen runt Xıllı är mycket platt. Närmaste större samhälle är Neftçala, 13,8 km öster om Xıllı.
Trakten runt Xıllı består till största delen av jordbruksmark. Runt Xıllı är det ganska glesbefolkat, med 47 invånare per kvadratkilometer.